# Fuchsia
Fuchsia es un género de plantas de flor, de la familia Onagraceae, dentro del orden Myrtales. Mayormente son arbustos, con unas 100 a 110 especies de América y Oceanía. Se les conoce con el nombre popular de fucsias, aretillos, pendientes, zarcillos de la Reina, Zarcillejos o aljaba. 
También son famosas por ser la flor oficial de la Ciudad de Pasto, Colombia estando presentes como representación  cultural en eventos de talla mundial como el carnaval de Blancos y Negros; patrimonio cultural inmaterial de la humanidad. 

## Distribución
La gran mayoría de estas plantas se encuentran en Sudamérica, pero unas pocas especies llegan hasta Centroamérica y  México, y algunas hasta Nueva Zelanda y Tahití. Una especie, Fuchsia magellanica, se encuentra tan al sur como Tierra del Fuego en la zona templada fría, aunque la mayoría son de regiones tropicales o subtropicales. 
La mayoría de las especies de fucsia son arbustos de  0,2-4 m de talla, pero una especie de Nueva Zelanda, Kotukutuku (Fuchsia excorticata), es lo más extraordinario del género siendo un árbol que llega a tener de 12-15 m de altura.

## Descripción
Las hojas de Fuchsia son opuestas  en grupos de  3-5, lanceoladas simples aunque normalmente presentan márgenes serrados (enteros en algunas especies), de 1-25 cm de longitud, y pueden ser tanto hoja caduca como hoja perenne dependiendo de las especies. Posee diversos matices o colores: las hay con cáliz desde blanco a fucsia intenso. Las flores son colgantes, de pedúnculos largos que las hacen mirar hacia abajo. El cáliz es cilíndrico, con cuatro lóbulos y corola de cuatro pétalos. Tienen forma de unos decorativos pendientes, que florecen con profusión en el verano y en el otoño, y todo el año en las especies tropicales. Tienen cuatro sépalos alargados y estrechos, y cuatro pétalos cortos y anchos; en muchas especies los sépalos son de color rojo brillante, y los pétalos de color púrpura (combinación de colores que atrae a los colibríes que las polinizan), pero los colores pueden variar de blanco a rojo oscuro, azul púrpura, y naranja. Unas pocas especies tienen tonos amarillos. 
El fruto es una baya pequeña (5-25 mm) rojo-verdosa oscura a rojo intensa, es comestible y presenta numerosas semillas pequeñas en su interior.

## Taxonomía
El género fue descrito por Carlos Linneo y publicado en Species Plantarum 2: 1191. 1753.
Etimología
Fuchsia: nombre genérico que fue otorgado en honor del botánico alemán, Leonhart Fuchs (1501-1566).

### Cultivo
Las plantas de fucsias son  unos arbustos de jardín muy populares, donde las especies más resistentes al frío, como Fuchsia magellanica se pueden desarrollar al aire libre en climas como los de las islas británicas (donde se encuentran naturalizados en Irlanda y el suroeste de Gran Bretaña), con muchos de los populares cultivares, que allí son plantas de invernadero.
Los cultivares más corrientes son híbridos, de los cuales hay miles, propagados por esquejes, dado que las semillas no suelen propagar los mismos caracteres de la planta original.

## Especies deFuchsia
En junio de 2025, Plants of the World Online enumera 108 especies aceptadas:
| - Fuchsia abrupta I.M.Johnst. - Fuchsia alpestris Gardner - Fuchsia ampliata Benth. - Fuchsia andrei I.M.Johnst. - Fuchsia apetala Ruiz & Pav. - Fuchsia aquaviridis P.E.Berry - Fuchsia arborescens Sims - Fuchsia austromontana I.M.Johnst. - Fuchsia ayavacensis Kunth - Fuchsia × bacillaris Lindl. - Fuchsia boliviana Carrière - Fuchsia bracelinae Munz - Fuchsia brevilobis P.E.Berry - Fuchsia campii P.E.Berry - Fuchsia campos-portoi Pilg. & G.K.Schulze - Fuchsia canescens Benth. - Fuchsia caucana P.E.Berry - Fuchsia ceracea P.E.Berry - Fuchsia cestroides Schulze-Menz - Fuchsia chloroloba I.M.Johnst. - Fuchsia cinerea P.E.Berry - Fuchsia coccinea Aiton - Fuchsia cochabambana P.E.Berry - Fuchsia × colensoi Hook.f. - Fuchsia confertifolia Fielding & Gardner - Fuchsia coriaceifolia P.E.Berry - Fuchsia corollata Benth. - Fuchsia corymbiflora Ruiz & Pav. - Fuchsia crassistipula P.E.Berry - Fuchsia cuatrecasasii Munz - Fuchsia cylindracea Lindl. - Fuchsia cyrtandroides J.W.Moore - Fuchsia decidua tandl. - Fuchsia decussata Ruiz & Pav. - Fuchsia denticulata Ruiz & Pav. (mollocantu del Perú) - Fuchsia dependens Hook. - Fuchsia encliandra (Zucc.) Steud. - Fuchsia excorticata (J.R.Forst. & G.Forst.) L.f. - Fuchsia × experscandens Allan - Fuchsia ferreyrae P.E.Berry - Fuchsia fontinalis J.F.Macbr. - Fuchsia fulgens Moc. & Sessé ex DC. - Fuchsia furfuracea I.M.Johnst. - Fuchsia garleppiana Kuntze & Wittm. - Fuchsia gehrigeri Munz - Fuchsia glaberrima I.M.Johnst. - Fuchsia glazioviana Taub. - Fuchsia harlingii Munz - Fuchsia hartwegii Benth. - Fuchsia hatschbachii P.E.Berry - Fuchsia hirtella Kunth - Fuchsia huanucoensis P.E.Berry - Fuchsia hypoleuca I.M.Johnst. - Fuchsia inflata Schulze-Menz - Fuchsia jimenezii Breedlove, P.E.Berry & P.H.Raven - Fuchsia juntasensis Kuntze | - Fuchsia kirkii Hook.f. ex Kirk - Fuchsia lehmannii Munz - Fuchsia llewelynii J.F.Macbr. - Fuchsia loxensis Kunth - Fuchsia lycioides Andrews (palo falso o palo de yegua) - Fuchsia macropetala C.Presl - Fuchsia macrophylla I.M.Johnst. - Fuchsia macrostigma enth. - Fuchsia magdalenae Munz - Fuchsia magellanica Lam. - Fuchsia mathewsii J.F.Macbr. - Fuchsia membranacea Hemsl. - Fuchsia mezae P.E.Berry & Hermsen - Fuchsia microphylla Kunth - Fuchsia nana P.E.Berry - Fuchsia nigricans Linden ex Planch. - Fuchsia obconica Breedlove - Fuchsia orientalis P.E.Berry - Fuchsia ovalis Ruiz & Pav. - Fuchsia pachyrrhiza P.E.Berry & B.A.Stein - Fuchsia pallescens Diels - Fuchsia paniculata Lindl. - Fuchsia parviflora Lindl. - Fuchsia perscandens Cockayne & Allan - Fuchsia petiolaris Kunth - Fuchsia pilaloensis P.E.Berry - Fuchsia pilosa Fielding & Gardner - Fuchsia polyantha Killip ex Munz - Fuchsia pringsheimii Urb. - Fuchsia procumbens R.Cunn. - Fuchsia putumayensis Munz - Fuchsia ravenii Breedlove - Fuchsia regia (Vand. ex Vell.) Munz - Fuchsia rivularis J.F.Macbr. - Fuchsia salicifolia Hemsl. - Fuchsia sanctae-rosae Kuntze - Fuchsia sanmartina P.E.Berry - Fuchsia scabriuscula Benth. - Fuchsia scherffiana André - Fuchsia sessilifolia Benth. - Fuchsia simplicicaulis Ruiz & Pav. - Fuchsia splendens Zucc. - Fuchsia steyermarkii P.E.Berry - Fuchsia summa P.E.Berry - Fuchsia sylvatica Benth. - Fuchsia thymifolia Kunth - Fuchsia tillettiana Munz - Fuchsia tincta I.M.Johnst. - Fuchsia triphylla L. - Fuchsia tunariensis Kuntze - Fuchsia vargasiana Munz ex Vargas - Fuchsia venusta Kunth - Fuchsia verrucosa Hartw. ex Benth. - Fuchsia vulcanica André - Fuchsia wurdackii Munz |

## Más imágenes

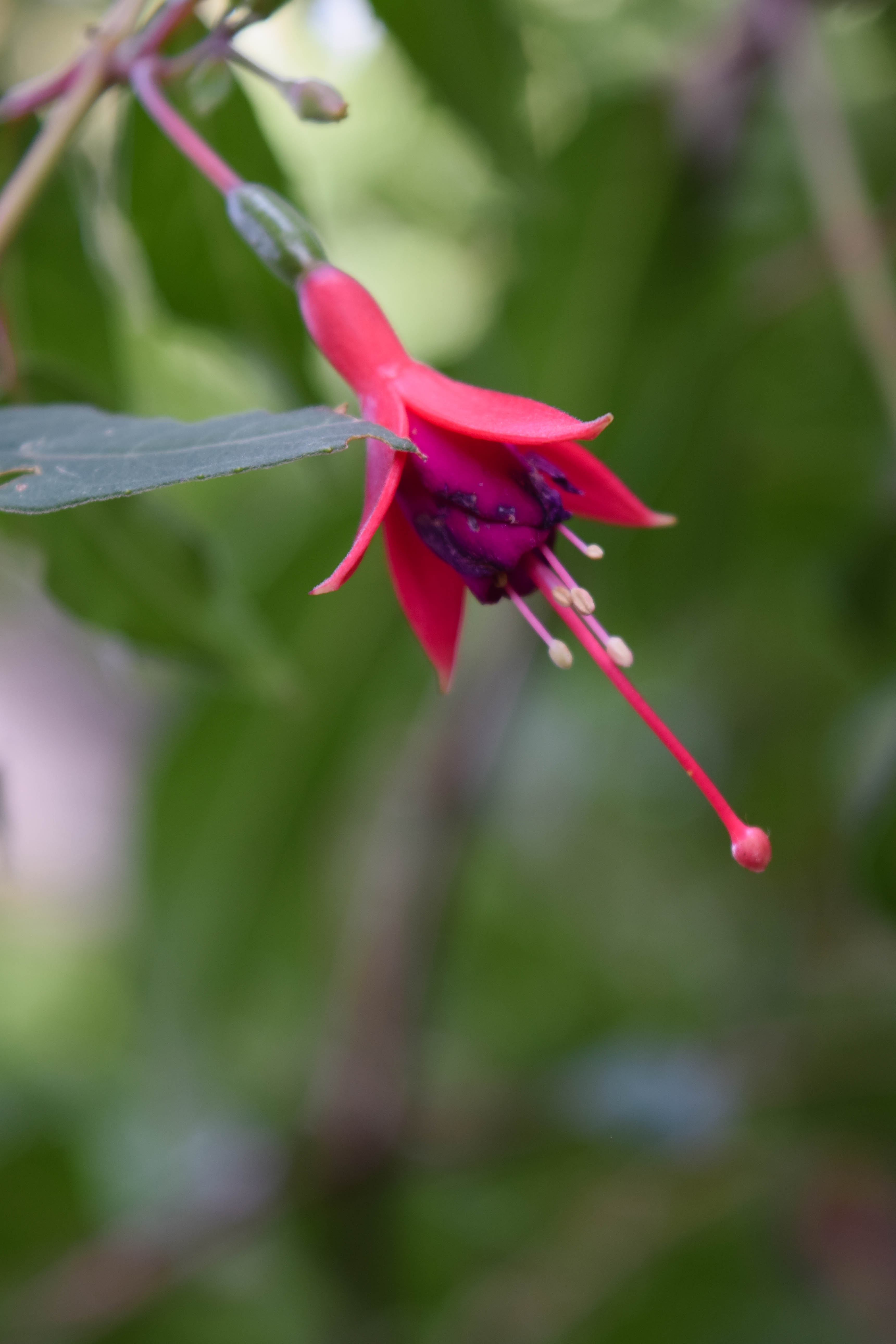
Pueden verse los pétalos y sépalos coloreados en distintos tonos (rojos, rosas, fuchsias y violetas).

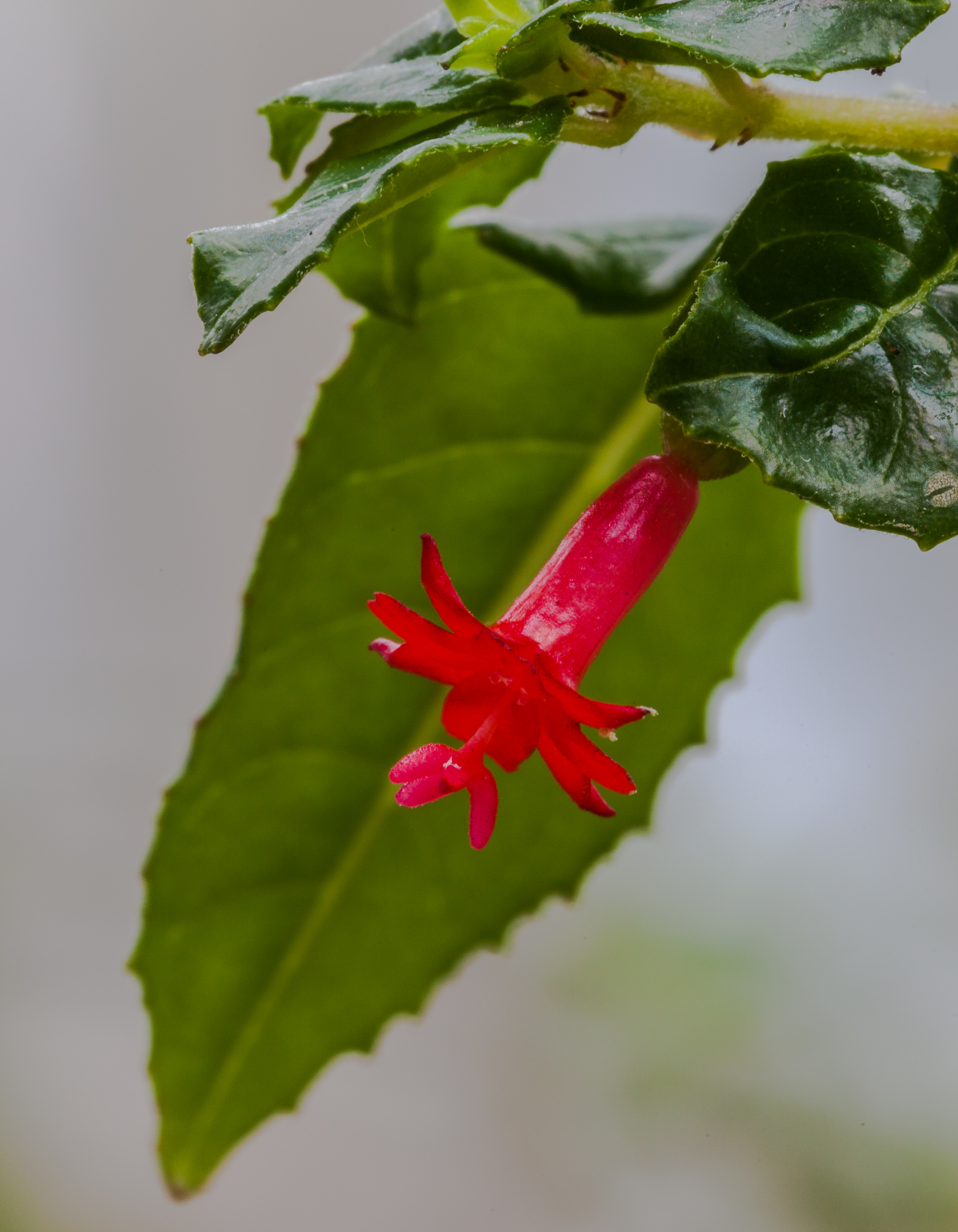
Híbrido de Fuchsia x bacillaris.